# Стефан Любомски
Стефан Иванов Любомски е български офицер, генерал-майор. Участник в Руско-турската война (1877 – 1878), Съединението на Княжество България и Източна Румелия, Сръбско-българската война (1885). Народен представител.

## Биография
Стефан Любомски е роден на 2 декември 1848 г. в Кишинев. През 1864 г. завършва гимназия в родния си град и на 15 януари същата година постъпва в Руската армия. През 1866 г. завършва Военно училище в Русия На 17 юни 1866 г. е произведен във военно звание подпоручик от Руската армия.

### Руско-турска война (1877 – 1878)
През Руско-турската война (1877 – 1878) е командир на рота в X – а опълченска дружина на Българското опълчение. Взима участие в бойните и охранителни действия. Повишен в звание щабс-капитан.
След Освобождението, в периода 1880 – 1885 г. служи в Източнорумелийската милиция. Командир на VIII – а дружина в Ямболския гарнизон. Военно звание майор. Дейно работи за осъществяването на Съединението на Княжество България и Източна Румелия през 1885 г. Влиза в конфликт с източнорумелийските власти, поради което на 4 септември 1885 г. е уволнен от милицията и екстрадиран / принудително изведен, изгонен / от Източна Румелия. Като цивилен продължава дейността си по подготовка на Съединението. На 11 септември 1885 г. е повишен в звание подполковник и назанчен за комендант на Пловдив. След Съединението е началник на Хасковския партизански отряд от състава на Източния корпус.

### Сръбско-българска война (1885)
По време на Сръбско-българската война (1885) е оставен в Южна България. По-късно командва III – а Пехотна бригада във Видин. Подкрепя детронацията на княз Александър Батемберг през 1886 г.
След Сръбско-българската война е командир на II – а Пехотна бригада, а от 1889 г. на IV – а Пехотна бригада. През 1890 г. е повишен в звание полковник. Генерал-майор от 14 февруари 1892 г. като преминава в запаса.
По време на военната си кариера служи като началник на счетоводно контролния отдел.
През 1893 г. е народен представител в VII – о Обикновено народно събрание.

## Военни звания
- Подпоручик от руската войска (17 юни 1866)
- Поручик
- Щабс-капитан
- Майор
- Подполковник (11 септември 1885)
- Полковник (1890)
- Генерал-майор (14 февруари 1892)

## Награди
- Княжески орден „Св. Александър“ III ст. с мечове
- Орден „Свети Станислав“ III ст. с мечове / Русия /